# Mavin Records
Mavin Records (également connu sous le nom de Supreme Mavin Dynasty) est un label discographique nigérian. Il est fondé par le producteur et artiste Don Jazzy le 8 mai 2012. La création du label se concrétise à la suite de la fermeture de Mo' Hits Records, une maison de disques appartenant au producteur susmentionné et à D'banj. Le 8 mai 2012, le label sort la compilation Solar Plexus.
Le label abrite des artistes tels que Rema, Ayra Starr, Crayon, Johnny Drille, Ladipoe, Magixx, Boy Spyce and Bayanni Et Lifesize teddy. Il abrite également des producteurs tels que Jazzy lui-même, Altims, London, Baby Fresh et Andre Vibez,. En 2014, DJ Big N devient le DJ officiel du label. Tiwa Savage, Wande Coal, Reekado Banks et Iyanya étaient tous précédemment signés par le label.

## Histoire
Mavin Records commence à la suite du départ de D'banj de Mo' Hits. Avant de commenter la sortie de D'banj de Mo' Hits, il y avait des allégations selon lesquelles D'banj aurait signé sur Mo' Hits à Don Jazzy. Dans une interview avec Sunday Punch, Don Jazzy aborde le départ de D'banj de Mo Hits, en disant : « Nous travaillions ensemble, et tout allait bien ». C'est arrivé à un point où j'ai examiné la situation et nous avons tous les deux décidé que cela ne fonctionnait pas, et nous avons dû passer à autre chose. Don Jazzy fait allusion au fait d'être hésitant au sujet d'un changement de nom. Selon BellaNaija, le terme « Mavin » décrit quelqu'un de « doué et compétent dans n'importe quel domaine ». Lors de la création du label, Don Jazzy déclare qu'il voyait Mavin Records comme la puissance de la musique en Afrique dans les plus brefs délais. Après avoir rebaptisé Mo' Hits à Mavin, Don Jazzy signe la chanteuse nigériane Tiwa Savage. Pulse Nigeria rapporte que Jazzy admire l'éthique de travail et la motivation du chanteur. Pulse Nigeria rapporte également la signature par Mavin Records des producteurs Aluko « Altims » Timothy et Sunday « BabyFresh » Enejere.
Le 7 mai 2012, le label lance son site officiel et la ligue Mavin, un site de réseautage social conçu pour répondre aux besoins de ses fans du monde entier,. Don Jazzy signe un accord d'approbation avec Samsung et Loya Milk après avoir établi le label, et Tiwa Savage signe également un accord d'approbation avec Pepsi. Moins d'un an après être devenu une marque remaniée, le label sort Take Banana et Oma Ga en tant que singles de sa première compilation, Solar Plexus. En février 2014, Don Jazzy signe Di'Ja, Reekado Banks et Korede Bello à Mavin Records une semaine après l'autre. Le 1er mai 2014, Mavin Records sort le single à succès Dorobucci salué par la critique. 
Le 25 février 2015, Don Jazzy et Tiwa Savage signent tous deux des accords d'approbation avec Konga.com. Le 31 octobre 2016, plusieurs médias au Nigeria rapportent qu'Iyanya avait signé un contrat avec Mavin Records. Iyanya et Don Jazzy confirment tous deux l'accord sur Instagram. Le 28 février 2017, Don Jazzy annonce la signature de Johnny Drille, Ladipoe et DNA à Mavin Records. En mars 2019, il annonce également la signature de Rema à Mavin. Le 31 mai 2019, Mavin dévoile la signature de Crayon. Le lendemain, le label sort le single collaboratif "All is in Order". En janvier 2019, Mavin Records obtient un investissement de plusieurs millions de dollars auprès de Kupanda Holdings, une filiale de Kupanda Capital et de TPG Growth.
Le 21 janvier 2021, le label dévoile la signature d'Ayra Starr.

## Départs

### Polémiques diverses
Des rapports sur le départ de Wande Coal font surface après qu'il a sorti et promu le single Kilaju sans le soutien de Mavin Records. Le 5 novembre 2013, Wande Coal sort une chanson intitulée Baby Face et déclare que Shizzi l'avait produite pour lui. Par la suite, Don Jazzy poste sur Twitter et accuse Coal de vol de propriété intellectuelle. Il publie une démo studio de Baby Face, qui aurait été enregistrée l'année précédente. Wande Coal tweete plusieurs fois, démystifiant les allégations de Jazzy. Il tweete également un lien vers la version studio « originale » de la chanson. L'avocate du divertissement Demilade Olaosun parle au journal Premium Times de la propriété intellectuelle (PI). Il explique que la chanson était une propriété de Mavin Records puisqu'elle a été produite, arrangée et doublée par un responsable du label. L'avocat déclare également que puisque le contrat d'enregistrement de Wande Coal n'a pas été mis à la disposition du public, il n'est pas possible de spéculer sur la PI du son d'enregistrement. Le 7 novembre 2013, Mavin Records envoie un communiqué de presse annonçant officiellement le départ de Wande Coal. Le communiqué de presse est publié peu de temps après la querelle sur Twitter entre Don Jazzy et Wande Coal.

### Iyanya, Reekado Banks et Tiwa Savage
Dans une interview radiophonique avec Beat FM en février 2018, Iyanya annonce son départ de Mavin Records, en disant: « Je suis maintenant signé chez Temple Music, mais je suis un Mavin pour la vie. Ce n'était pas un bœuf. J'étais là, et il était temps de passer à autre chose ». Le 7 décembre 2018, Reekado Banks annonce son départ de Mavin Records après 5 ans et le lancement de sa musique indépendante sur Instagram. En mai 2019, Universal Music Group annonce la signature de Tiwa Savage. Au cours de cette annonce, il est révélé que Savage avait quitté Mavin Records. Don Jazzy félicite Savage pour sa signature UMG et a déclaré qu'on se souviendra à jamais d'elle à Mavin.

## Accueil et distinctions
Mavin Records est nommé « meilleur label de l'année » aux City People Entertainment Awards 2013. Le label remporte de nouveau la catégorie susmentionnée aux City People Entertainment Awards 2014.
En 2020, le magazine américain Billboard nomme Mavin Records comme l'un des gardiens de l'industrie musicale nigériane.

## Groupes et artistes
| Artiste        | Année | Nombre de sorties |
| -------------- | ----- | ----------------- |
| Dr. SID        | 2012  | 1                 |
| D'Prince       | 2012  | 2                 |
| Ladipoe        | 2017  | 2                 |
| Johnny Drille  | 2017  | 6                 |
| DNA            | 2017  | 1                 |
| Rema           | 2019  | 3                 |
| Crayon         | 2019  | 2                 |
| Ayra Starr     | 2021  | 2                 |
| Magixx         | 2021  | 2                 |
| Boy Spyce      | 2022  | 1                 |
| Bayanni        | 2022  | 1                 |
| Lifesize Teddy | 2023  | 1                 |

## Producteurs

### Producteurs actuels
- Don Jazzy
- Altims
- Babyfresh
- London

### DJ
- DJ Big N

## Autres labels
Mavin Records possède, ou détient une participation au sein des labels Jonzing World et Blowtime Entertainment.